# Wilhelm Ritter

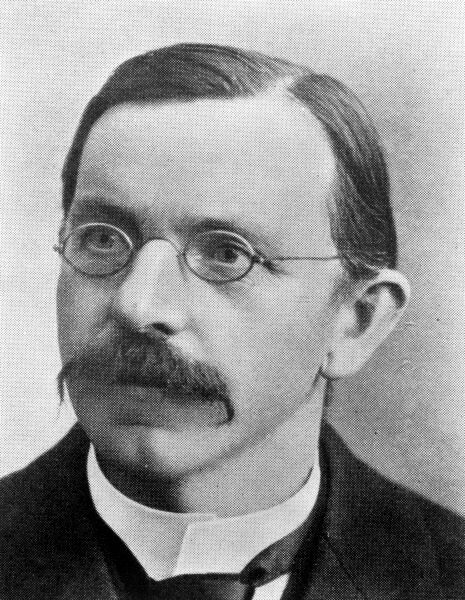
Karl Wilhelm Ritter

Karl Wilhelm Ritter, född 14 april 1847 i Liestal, Basel-Landschaft, död 18 oktober 1906 i Rämismühle, kantonen Zürich, var en schweizisk ingenjör.
Ritter var professor i brobyggnad vid Polytechnikum i Zürich och hans namn och betydelse är knutet till utvecklandet av grafostatiken och till nämnda läroanstalts ledande ställning på detta område i slutet av 1800-talet. Han var Karl Culmanns medarbetare och (från 1881) efterträdare, men bidrog även själv till denna vetenskaps utveckling, särskilt till teorin för kontinuerliga dragare och bågkonstruktioner, kärnteori och sekundärspänningar. Under en följd av år genomförde han den revision och genomräkning av samtliga schweiziska järnvägsbroar, som kom att utföras efter att den av Gustave Eiffel konstruerade Birsbron vid Münchenstein rasat 1891. Redan 1902 blev Ritter på grund av överansträngning tvungen att lämna det mesta av sin verksamhet.